# Коротков, Вадим
Вадим Коротков — российский дзюдоист, бронзовый призёр чемпионатов России 1995 и 1996 годов. Двукратный серебряный призёр чемпионатов России среди юниоров (1992 и 1993 годы).

## Спортивные результаты
- Чемпионат России по дзюдо 1995 года — ;
- Чемпионат России по дзюдо 1996 года — ;